# Fredrik Andersson i Saleby
För andra betydelser, se Fredrik Andersson.
Fredrik Andersson (i riksdagen kallad Andersson i Saleby), född 5 september 1832 i Kinneveds församling, Skaraborgs län, död 3 mars 1902 i Slöta församling, Skaraborgs län, var en svensk hemmansägare och politiker.
Andersson var ägare till hemmanet Saleby i Slöta församling. Som riksdagsledamot var han ledamot av andra kammaren.